# Червенокрил трупиал
Agelaius phoeniceus е вид птица от семейство Трупиалови. Видът е незастрашен от изчезване.

## Разпространение
Разпространен е в Бахамски острови, Белиз, Канада, Коста Рика, Салвадор, Гватемала, Хондурас, Мексико, Никарагуа, Сен Пиер и Микелон, Търкс и Кайкос и САЩ.